# Diócesis de Kpalimé
La diócesis de Kpalimé (en latín: Dioecesis Kpalimensis y en francés: Diocèse de Kpalimé) es una circunscripción eclesiástica de la Iglesia católica en Togo. Se trata de una diócesis latina, sufragánea de la arquidiócesis de Lomé. Desde el 4 de julio de 2001 su obispo es Benoît Comlan Messan Alowonou.

## Territorio y organización
La diócesis tiene 6447 km² y extiende su jurisdicción sobre los fieles católicos de rito latino residentes en las prefecturas de Kloto, Agou, Danyi, Haho y Moyen-Mono, en la región del Altiplano.
La sede de la diócesis se encuentra en la ciudad de Kpalimé (o Palimé), en donde se halla la Catedral del Espíritu Santo.
En 2021 en la diócesis existían 60 parroquias.

## Historia
La diócesis fue erigida el 1 de julio de 1994 mediante la bula Supremo in Ecclesia del papa Juan Pablo II, obteniendo el territorio de la arquidiócesis de Lomé.

## Estadísticas
Según el Anuario Pontificio 2022 la diócesis tenía a fines de 2021 un total de 370 290 fieles bautizados.
| Año                                                                             | Población            | Población | Población      | Sacerdotes | Sacerdotes    | Sacerdotes    | Bautizados por sacerdote | Diáconos permanentes | Religiosos | Religiosos | Parroquias |
| Año                                                                             | Bautizados católicos | Total     | % de católicos | Total      | Clero secular | Clero regular | Bautizados por sacerdote | Diáconos permanentes | Varones    | Mujeres    | Parroquias |
| ------------------------------------------------------------------------------- | -------------------- | --------- | -------------- | ---------- | ------------- | ------------- | ------------------------ | -------------------- | ---------- | ---------- | ---------- |
| 1999                                                                            | 242 754              | 650 754   | 37.3           | 39         | 31            | 8             | 6224                     |                      | 29         | 61         | 19         |
| 2000                                                                            | 248 150              | 671 305   | 37.0           | 50         | 42            | 8             | 4963                     |                      | 31         | 67         | 20         |
| 2001                                                                            | 253 450              | 678 335   | 37.4           | 53         | 42            | 11            | 4782                     |                      | 35         | 71         | 20         |
| 2002                                                                            | 260 470              | 708 720   | 36.8           | 52         | 43            | 9             | 5009                     |                      | 36         | 88         | 21         |
| 2003                                                                            | 265 750              | 712 530   | 37.3           | 62         | 50            | 12            | 4286                     |                      | 38         | 86         | 25         |
| 2004                                                                            | 295 420              | 715 650   | 41.3           | 70         | 56            | 14            | 4220                     |                      | 41         | 98         | 26         |
| 2007                                                                            | 361 000              | 840 000   | 43.0           | 85         | 72            | 13            | 4247                     | 3                    | 47         | 119        | 33         |
| 2013                                                                            | 402 000              | 922 000   | 43.6           | 105        | 88            | 17            | 3828                     |                      | 58         | 111        | 39         |
| 2016                                                                            | 413 500              | 973 500   | 42.5           | 112        | 96            | 16            | 3691                     |                      | 62         | 135        | 43         |
| 2019                                                                            | 436 200              | 1 005 500 | 43.4           | 136        | 115           | 21            | 3207                     |                      | 62         | 141        | 52         |
| 2021                                                                            | 370 290              | 850 702   | 43.5           | 158        | 137           | 21            | 2343                     |                      | 71         | 93         | 60         |
| Fuente: Catholic-Hierarchy, que a su vez toma los datos del Anuario Pontificio. |                      |           |                |            |               |               |                          |                      |            |            |            |

## Episcopologio
- Pierre Koffi Seshie † (1 de julio de 1994-25 de abril de 2000 falleció)
- Benoît Comlan Messan Alowonou, desde el 4 de julio de 2001